# Bingourou Kamara
Bingourou Kamara (Longjumeau, 21 oktober 1996) is een Frans voetballer die als doelman speelt. Hij maakte zijn debuut bij Tours FC, waar hij in 2014 doorstroomde vanuit de eigen jeugdopleiding. In 2017 maakte hij de overstap naar RC Strasbourg.

## Clubcarrière
Kamara werd geboren in Longjumeau en speelde in de jeugd bij Sainte-Geneviève Sports, Brétigny Foot en Tours FC. Op 31 oktober 2014 debuteerde hij in de Ligue 2 in het uitduel tegen Stade Laval. De doelman speelde de volledige wedstrijd, waarin hij zich tweemaal moest omdraaien (2–1 verlies). Op 9 januari 2015 pakte hij zijn eerste clean sheet in het uitduel tegen Dijon FCO. In zijn eerste seizoen kwam Kamara tot een totaal van zesentwintig competitieduels, waarin hij Tours aan een vijftiende plaats hielp.

## Interlandcarrière
Kamara debuteerde in 2015 voor Frankrijk –19, waarmee hij in 2015 deelneemt aan het Europees kampioenschap voor spelers onder 19 jaar.